# Cimetière de Mount Wollaston
Le cimetière de Mount Wollaston est un cimetière historique situé au 20 Sea Street dans le quartier de Merrymount de Quincy, au Massachusetts. Il a été fondé en 1855 et ajouté au Registre national des lieux historiques en 1984.

## Histoire
En 1854, lorsque le cimetière de Hancock dans le centre de la ville est presque entièrement rempli, un comité est formé lors d'une assemblée communale pour déterminer le site d'un nouveau cimetière. Le comité choisit une parcelle de terrain dans une ferme de la ville, qui a été donnée par William Coddington et est située juste à l'ouest du site fondateur de Quincy, le mont Wollaston. Tout au long de l'année, le comité du cimetière interroge plusieurs cimetières de la région pour avoir des idées d'aménagement paysager et d'architecture, y compris le cimetière de Forest Hill à Jamaica Plain et le cimetière de Mount Auburn de Cambridge. Après consultation avec le surintendant Brims de Forest Hills, Luther Briggs de Dorchester est engagé pour concevoir et construire le cimetière. Briggs choisit un style renaissance néogothique pour l'architecture, et utilise les dimensions adoptées par Mount Auburn comme modèle pour le cimetière de Mount Wollaston. Les deux premières parcelles sont cérémonieusement achetées le 5 mai 1856, par Charles Francis Adams, Sr., éminent avocat et fils de l'ancien président des États-Unis, John Quincy Adams.

## Monuments
Une zone connue comme la section des vétérans, située à l'entrée principale de Sea Street du cimetière, dispose de plusieurs monuments qui rendent hommage à des membres militaires. Le monument de la guerre de Sécession, inauguré le 25 juin 1868, dispose d'un grand monument de granit entouré par quatre canons d'époque. D'autres mémoriaux comprennent des mémoriaux et statues de la guerre hispano–américaine, un de la première guerre mondiale, un de la seconde guerre mondiale, un de la guerre de Corée et un de la guerre du Viêt Nam, des monuments dédiés aux pompiers et aux policiers de ville.

## Sépultures notables

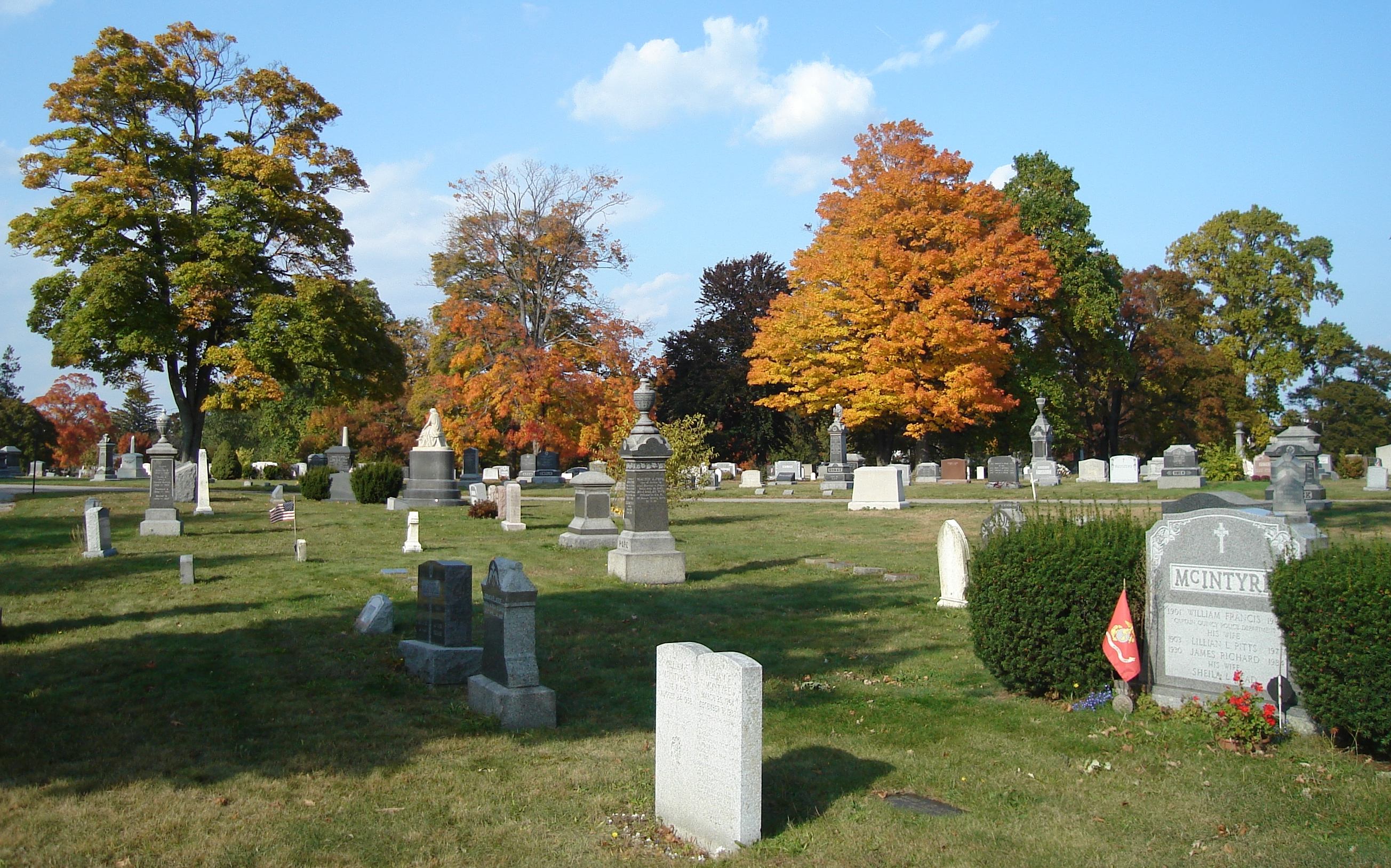

- Brooks Adams (1848-1897), historien
- Charles Francis Adams, Sr, (1807-1886) avocat, membre du congrès des États-Unis et  ambassadeur en Grande-Bretagne
- Charles Francis Adams, Jr (1835-1915), commandant de l'Union lors de la guerre de Sécession, cadre dirigeant ferroviaire et historien
- Charles Francis Adams, III (1866-1954), marin et secrétaire de la Marine sous la présidence d'Herbert Hoover

John Quincy Adams II (1833-1894), homme politique, soldat et avocat 
- Billy De Wolfe, (1907-1974), acteur [4]
- Bob Gallagher, commentateur sportif[5]
- Ralph Talbot (1897-1918), premier aviateur du corps des marines des États-Unis à avoir reçu la médaille d'honneur
- Harriet E. Wilson (1825-1900), considérée comme la première femme romancière afro-américaine[6]